# 1. československá fotbalová liga 1961/1962
1. československá fotbalová liga 1961/1962 byl 36. ročník československé fotbalové ligy. Počet účastníků se ustálil na čísle 14, přičemž v každém ročníku byly nejhorší dva týmy nahrazeny dvěma nejlepšími z II. ligy. Nováčky pro tuto sezonu byly DSO Spartak LZ Plzeň a Dynamo Žilina.
Tento ročník začal v pátek 11. srpna 1961 úvodními zápasem 1. kola (Spartak Praha Sokolovo – Spartak Hradec Králové 1:1) a skončil v neděli 15. července 1962 zbývajícími pěti zápasy 26. kola, přičemž poslední kola se hrála až po MS v Chile, kde Československá fotbalová reprezentace získala stříbrné medaile. Jelikož se ani po 26 kolech nerozhodlo o třetím sestupujícím, hrál se ve čtvrtek 19. července 1962 v Brně (stadion Spartaku KPS – dnešní Srbská) dodatečný barážový zápas mezi Dynamem Žilina a Spartou Praha Sokolovo, v němž Pražanům zajistil prvoligovou účast dvěma brankami Václav Mašek. Tomuto utkání přihlíželo 35 000 diváků.
Nejlepším týmem soutěže se znovu stala Dukla Praha, která obhájila prvenství z předchozí sezony a získala již svůj 5. mistrovský titul. Tím předstihla na třetím místě historické tabulky ŠK Slovan Bratislava a zařadila se za Spartu a Slavii (shodně 14 titulů). Díky vítězství v 1. československé lize si Dukla také vybojovala účast v předkole Poháru mistrů evropských zemí. Dukla znovu dokráčela až do čtvrtfinále slavné soutěže, kde tentokrát nestačila na pozdějšího finalistu Benficu Lisabon.
Po skončení této sezony sestupovaly 3 celky. TJ Spartak Brno KPS, Spartak Trnava, které doplnil poražený barážový tým – Dynamo Žilina.
Sezona 1961/1962 byla zároveň 2. sezonou pro Československý pohár, čili národní pohárovou soutěž, jejíž vítěz měl pravidelně nastupovat v Poháru vítězů pohárů. V tomto ročníku zvítězil Slovan Bratislava.

## Konečná tabulka soutěže
| Poř.          | Tým                    | Z  | V  | R  | P  | VG | OG | TP  | B  |
| ------------- | ---------------------- | -- | -- | -- | -- | -- | -- | --- | -- |
| Zlatá medaile | Dukla Praha            | 26 | 15 | 5  | 6  | 81 | 30 | +51 | 35 |
| 2.            | Slovan Nitra           | 26 | 13 | 6  | 7  | 49 | 44 | +5  | 32 |
| 3.            | ČH Bratislava          | 26 | 11 | 8  | 7  | 56 | 32 | +24 | 30 |
| 4.            | ČKD Praha              | 26 | 13 | 3  | 10 | 54 | 47 | +7  | 29 |
| 5.            | Baník Ostrava          | 26 | 10 | 8  | 8  | 49 | 35 | +14 | 28 |
| 6.            | Spartak Hradec Králové | 26 | 9  | 10 | 7  | 44 | 43 | +1  | 28 |
| 7.            | Slovan Bratislava      | 26 | 13 | 1  | 12 | 51 | 38 | +13 | 27 |
| 8.            | Tatran Prešov          | 26 | 12 | 2  | 12 | 39 | 39 | 0   | 26 |
| 9.            | DSO Spartak LZ Plzeň   | 26 | 10 | 6  | 10 | 45 | 52 | –7  | 26 |
| 10.           | SONP Kladno            | 26 | 12 | 2  | 12 | 41 | 66 | –25 | 26 |
| 11.           | Spartak Praha Sokolovo | 26 | 9  | 7  | 10 | 44 | 44 | 0   | 25 |
| 12.           | Dynamo Žilina          | 26 | 8  | 9  | 9  | 51 | 46 | +5  | 25 |
| 13.           | Spartak Trnava         | 26 | 8  | 6  | 12 | 33 | 46 | –13 | 22 |
| 14.           | Spartak KPS Brno       | 26 | 1  | 3  | 22 | 22 | 97 | –75 | 5  |

## Situace na konci tabulky
Nejhorším týmem soutěže byl Spartak KPS Brno, který získal pouze 5 bodů s gólovým rozdílem −75. Tento tým se do soutěže probojoval jako vítěz jedné ze skupin Druhé ligy 1960/1961 (jako nováček!) a udržel tak pro Brno prvoligový fotbal namísto z 1. ligy 1960/1961 sestoupivší Rudé Hvězdy Brno. RH Brno ihned po sestupu svou skupinu 2. ligy 1961/1962 vyhrála. Po konci sezony bylo rozhodnuto o reorganizaci armádní tělovýchovy a postoupivší Rudá Hvězda tak přešla pod jiného brněnského účastníka 2. ligy TJ Spartak Brno ZJŠ. Pod tímto názvem klub postupuje do nejvyšší soutěže. Tým z brněnského Králova Pole rovněž startoval v evropském Poháru veletržních měst, ve kterém v prvních ročnících s československou účastí reprezentovaly výhradně prvoligové brněnské oddíly. Po jedné účasti Králova Pole (1961/1962), přichází 5 účastí klubu TJ Spartak Brno ZJŠ.
Předposlední tým tabulky, kterým byl FC Spartak Trnava, sestoupil dle předem daných pravidel do II. ligy.
Dvanáctý i jedenáctý tým tabulky (Dynamo Žilina a Spartak Praha Sokolovo) měly shodný počet bodů. O sestupujícím se rozhodlo v barážovém zápase na neutrálním hřišti, který se hrál ve čtvrtek 19. července 1962 v Brně na královopolském stadionu. Sparťané zde zvítězili dvěma brankami mladého Václava Maška a uhájili prvoligovou účast. Do II. ligy tak sestoupilo Dynamo Žilina.
| 11. v pořadí           | Výsledek | 12. v pořadí  |
| ---------------------- | -------- | ------------- |
| Spartak Praha Sokolovo | 2 – 0    | Dynamo Žilina |

## Rekapitulace soutěže
| Československá Fotbalová liga 1961/1962    |                                                                                            |
|                                            |                                                                                            |
| Ocenění                                    |                                                                                            |
| Vítěz                                      | Dukla Praha (5. titul)                                                                     |
| Kvalifikace do Evropských pohárů           |                                                                                            |
| Pohár mistrů evropských zemí               | Dukla Praha                                                                                |
| Pohár vítězů pohárů                        | Slovan Bratislava                                                                          |
| Pohár veletržních měst                     | Spartak KPS Brno                                                                           |
| Vítěz domácího poháru                      |                                                                                            |
| Československý pohár                       | Slovan Bratislava                                                                          |
| Pohyb v soutěži                            |                                                                                            |
| Sestupující do II. ligy                    | Dynamo Žilina Spartak Trnava Spartak KPS Brno                                              |
| Postupující ze tří skupin II. ligy         | Jednota Trenčín Dynamo Praha Spartak ZJŠ Brno                                              |
| Fúze                                       | Spartak ZJŠ Brno (fúze s Rudou Hvězdou Brno) TJ Slovnaft Bratislava (fúze s ČH Bratislava) |
| Nejlepší střelec                           |                                                                                            |
| Adolf Scherer – ( ČH Bratislava) – 24 gólů |                                                                                            |

## Vývoj ve struktuře a názvech československých klubů
| - Spartak Brno ZJŠ a Rudá Hvězda Brno sloučeny do Spartak Brno ZJŠ - ČH Bratislava převedena do Slovnaft Bratislava |

## Soupisky mužstev

### Dukla Praha
Pavel Kouba (25/0/7),
Václav Pavlis (4/0/0) –
Jozef Adamec (16/9),
Jaroslav Borovička (21/10),
Jan Brumovský (22/5),
Jiří Čadek (22/0),
Milan Dvořák (18/8),
Josef Jelínek (26/11),
Josef Kotek (1/0),
Rudolf Kučera (17/13),
Josef Masopust (24/10),
Ladislav Novák (23/0),
Svatopluk Pluskal (23/3),
Jiří Sůra (6/1),
František Šafránek (23/1),
Ivo Urban (13/0),
Josef Vacenovský (20/9) –
trenér Jaroslav Vejvoda

### Slovan Nitra
Michal Kubačka (6/0/3),
Viliam Padúch (21/0/5) –
Vladimír Bachratý (26/5),
Jaroslav Benedik (6/0),
Jaroslav Buranský (1/0),
Stanislav Černák (2/0),
Miroslav Čmarada (4/0),
Ján Dinga (13/2),
Eduard Dobai (15/0),
Štefan Gyurek (11/1),
Milan Halás (2/0),
Viliam Hrnčár (23/11),
Ondrej Ištók (13/1),
Emil Kisý (22/0),
Dušan Koník (24/1),
Jozef Kopecký (1/0),
Alexander Nagy (4/0),
Milan Navrátil (24/7),
Ondrej Oslica (14/0),
Michal Pucher (26/19),
Ladislav Putyera (23/0),
Marián Staník (24/0),
… Tichý (2/0) –
trenér Karol Bučko

### ČH Bratislava
Peter Fülle (17/0/7),
Justín Javorek (9/0/3) –
Peter Barát (19/0),
Valerián Bartalský (3/0),
Titus Buberník (20/3),
Milan Dolinský (22/11),
Zdeněk Farmačka (16/4),
Ján Feriančík (13/2),
Eduard Gáborík (19/3),
Kazimír Gajdoš (23/2),
Ladislav Kačáni (16/1),
Anton Kuchárek (11/3),
Ferdinand Magdolen (1/0),
Štefan Matlák (16/0),
Michal Medviď (10/2),
Gustáv Mráz (1/0),
Adolf Scherer (24/24),
Imrich Šporka (16/0),
Jiří Tichý (26/0),
Vladimír Weiss (26/0),
Titus Zuzák (1/0) –
trenér František Skyva

### ČKD Praha
André Houška (26/0/5),
František Kraclík (1/0/0),
Karel Mizera (4/0/0) –
František Fiktus (6/0),
Ladislav Hubálek (15/4),
Václav Janovský (19/0),
Karel Kaura (12/3),
Jiří Klaboch (8/3),
František Knebort (19/10),
František Kokta (18/1),
Zdeněk Kopsa (20/11),
Vladimír Kos (26/4),
Josef Král (4/1),
Milan Kratochvíl (22/3),
Ladislav Miškovič (8/0),
František Mottl (25/1),
Oldřich Novotný (1/0),
Josef Píša (13/10),
Miroslav Pohuněk (26/1),
Pavel Trčka (23/0),
František Uldrych (15/0) –
trenér Jiří Rubáš

### Baník Ostrava
František Dvořák (10/0/1),
Vladimír Mokrohajský (21/0/6) –
Prokop Daněk (26/0),
Karel Dvořák (24/0),
Jan Chlopek (9/0),
Slavomír Kudrnoha (3/0),
Jan Kniezek (17/2),
Bedřich Köhler (16/0),
Jiří Křižák (1/0),
Stanislav Kurovský (1/0),
Ladislav Michalík (4/0),
Miroslav Mikeska (18/3),
Josef Ondračka (24/0),
Karel Palivec (5/0),
Tomáš Pospíchal (21/6),
Milan Sirý (25/8),
Zdeněk Stanczo (17/0),
František Šindelář (17/4),
František Valošek (26/9),
Miroslav Wiecek (26/17) –
trenéři František Bufka (1.–18. kolo) a Jaroslav Šimonek (19.–26. kolo)

### Spartak Hradec Králové
Jindřich Jindra (23/0/5),
Milan Paulus (4/0/0) –
Jozef Buránsky (22/2),
Jiří Černý (26/2),
Gustav Deutsch (6/0),
Jiří Hledík (22/1),
Jiří Kománek (25/1),
Zdeněk Krejčí (22/1),
Milouš Kvaček (25/7),
Václav Kynos (1/0),
František Malík (11/1),
Miroslav Michálek (2/1),
Zdeněk Pičman (26/1),
Ladislav Pokorný (18/1),
Rudolf Runštuk (10/0),
Edmund Schmidt (9/1),
Bedřich Šonka (17/7),
Rudolf Tauchen (13/5),
Petr Zahálka (4/0),
Zdeněk Zikán (18/13) –
trenér Jiří Zástěra (1.–13. kolo) a Oldřich Šubrt (14.–26. kolo)

### Slovan Bratislava
Ferdinand Hasoň (1/0/0),
Viliam Schrojf (26/0/6) –
Milan Balážik (18/6),
Anton Bíly (3/1),
Ľudovít Cvetler (26/6),
Štefan Demovič (1/0),
Jozef Gerhát (4/0),
Vojtech Jankovič (20/0),
František Kišš (4/0),
Štefan Král (25/1),
Pavol Molnár (25/9),
Anton Moravčík (25/8),
Ivan Mráz (12/2),
Jozef Obert (25/12),
Ján Popluhár (25/1),
Anton Trochta (2/0),
Anton Urban (26/0),
Zdenko Velecký (9/2),
Jozef Vengloš (25/2) –
trenéři Karol Borhy a Anton Bulla

### Tatran Prešov
Jozef Bobok (25/0/7),
Július Pašiak (1/0/0),
Alois Večerka (3/0/0) –
Jozef Bičkoš (6/1),
Jozef Bomba (21/0),
Andrej Čepček (10/0),
Jozef Ferenc (26/1),
Jozef Gavroň (25/0),
Zdeno Gomolka (1/0),
Anton Kozman (25/4),
Jozef Krzák (7/0),
Viktor Lepáček (1/0),
Jozef Majerník (18/0),
Alojz Martinček (21/7),
Ladislav Pavlovič (24/9),
Rudolf Pavlovič (26/2),
Karol Petroš (25/13),
Alexander Rias (26/1),
Jozef Seman (1/0),
Anton Varga (11/0) –
trenéři Štefan Jačiansky (1.–13. kolo) a Jozef Kuchár (14.–26. kolo)

### Spartak LZ Plzeň
František Čaloun (26/0/8),
František Hlavatý (1/0/0) –
Josef Beran (2/0),
František Beránek (6/1),
Václav Bíba (26/1),
Zdeněk Böhm (20/2),
František Homola (26/6),
František Hrneček (4/0),
Ludvík Ivan (7/1),
Jozef Janiga (6/0),
Václav Kasík (10/1),
Antonín Kohout (3/0),
Václav Kovařík (1/0),
Jiří Lopata (25/16),
Bohumil Mudra (26/0),
Vladimír Novák (1/0),
František Pošar (2/0),
Karel Sloup (12/3),
František Sohan (10/1),
Josef Strejček (21/0),
Stanislav Sventek (1/0),
Stanislav Štrunc (19/5),
Štefan Tóth (13/0),
Jaroslav Trykar (21/5),
Miloš Vacín (13/3) –
trenér Ferenc Szedlacsek

### SONP Kladno
Zdeněk Dlouhý (1/0/0),
Jaroslav Matucha (26/0/5) –
Václav Benda (13/5),
Antonín Erlebach (1/0),
Jan Fábera (20/0),
Václav Feřtek (7/0),
Josef Hájek (16/6),
Zdeněk Holoubek (14/0),
Jaroslav Chlumecký (16/2),
Jan Chvojka (22/1),
Petr Kalina (6/0),
Josef Kadraba (26/14),
Zdeněk Kofent (20/0),
Bohumil Košař (11/1),
Josef Linhart (14/0),
Miroslav Linhart (12/0),
Josef Majer (4/0),
Karel Němeček (9/1),
Bohumil Richtrmoc (6/0),
Vojtěch Richtrmoc (15/1),
Miroslav Rys (25/3),
Antonín Šolc (25/6) –
trenéři Karel Sklenička (1.–4. kolo), Vojtěch Rašplička (5.–10. kolo) a Jiří Kuchler (11.–26. kolo)

### Spartak Praha Sokolovo
Miroslav Čtvrtníček (1/0/0),
Pavel Pakosta (4/0/1),
Jozef Rúfus (9/0/0),
Jaroslav Seidl (13/0/4) –
Jaroslav Dočkal (23/4),
Milan Dostál (2/0),
František Gerhát (5/2),
Jiří Gůra (7/0),
Jiří Hejský (3/0),
Jan Hertl (21/1),
Július Kováč (4/0),
Josef Kořínek (2/0),
Tadeáš Kraus (20/4),
Andrej Kvašňák (19/5),
Václav Mašek (26/13),
Květoslav Novák (23/0),
Josef Pahr (10/3),
Arnošt Pazdera (25/0),
Václav Potměšil (26/0),
Josef Sedláček (1/0),
Václav Starý (22/0),
Karel Steiningel (11/0),
Emil Svoboda (1/0),
Ladislav Svoboda (11/7),
Josef Sykyta (7/0),
Josef Vojta (12/7),
Václav Žambůrek (2/0) –
trenér Karel Kolský (1.–26. kolo + baráž)

### Dynamo Žilina
Július Holeš (4/0/0),
František Plach (25/0/4) –
Albert Bielik (2/0),
Július Dávid (25/7),
Adolf Frko (4/0),
Eduard Hančin (27/3),
Alexander Horváth (27/4),
Viliam Jakubčík (17/1),
Anton Kopčan (27/0),
Štefan Lazar (9/2),
Pavol Majerčík (26/10),
Jozef Marušin (26/4),
Vladimír Minarech (6/0),
Milan Mravec (19/11),
Marián Panuška (1/0),
Vladimír Pisárik (26/9),
Ján Saga (18/0),
Anton Srbecký (1/0),
Ladislav Šmárik (1/0),
Ján Urbanič (27/0) –
trenéři Ján Klučiar (1.–7. kolo), Anton Bulla (8.–13. kolo) a Štefan Jačiansky (14.–26. kolo + baráž)

### Spartak Trnava
Jozef Ondruška (4/0/0),
Imrich Stacho (22/1/5) –
Emil Adamec (5/1),
Vojtech Bednárik (23/2),
Jozef Brichta (2/0),
František Čambal (4/0),
Ján Horváth (24/4),
Stanislav Jarábek (26/0),
Dušan Kabát (6/0),
Marián Kozinka (15/0),
Ivan Kramár (1/0),
Štefan Kuchár (2/0),
Kamil Majerník (13/2),
František Malovec (4/0),
Emil Púchly (18/0),
Štefan Slanina (12/0),
Štefan Slezák (21/0),
Ivan Štefko (11/2),
Jozef Štibrányi (26/4),
Ján Šturdík (26/7),
Valerián Švec (26/10),
Karol Tibenský (13/0) –
trenéři Alexander Lančarič (1.–13. kolo) a František Gažo (14.–26. kolo)

### Spartak KPS Brno
Ladislav Krejčí (7/0/0),
Jaroslav Přeček (9/0/0),
Oldřich Sova (15/0/0) –
Lubomír Burýšek (23/1),
Milan Dobrotka (18/0),
Zdeněk Drlík (11/1),
Antonín Franta (13/2),
Jaroslav Handl (18/2),
Antonín Heřman (25/3),
Petr Kálal (2/0),
Pavel Kocman (17/0),
Zdeněk Kocman (8/1),
Ladislav Malý (7/1),
Ivan Novák (13/0),
Zdeněk Přibyl (14/1),
Zdeněk Rýc (21/2),
Vojtěch Sedlinský (1/0),
Ladislav Schejbal (23/7),
Josef Sobotka (22/0),
Jan Šanda (10/0),
Josef Škarka (23/1),
Václav Vonášek (6/0) –
trenéři Ervin Šima (1.–13. kolo) a Svatoslav Vrbka (14.–26. kolo)